# Scole
Scole – wieś i civil parish w Anglii, w hrabstwie Norfolk, w dystrykcie South Norfolk. Leży 31 km na południe od Norwich i 130 km na północny wschód od Londynu. W 2011 roku civil parish liczyła 1367 mieszkańców. Osmondiston jest wspomniana w Domesday Book (1086) jako Osmundestuna.